# Église Notre-Dame-du-Bon-Secours de Lyon

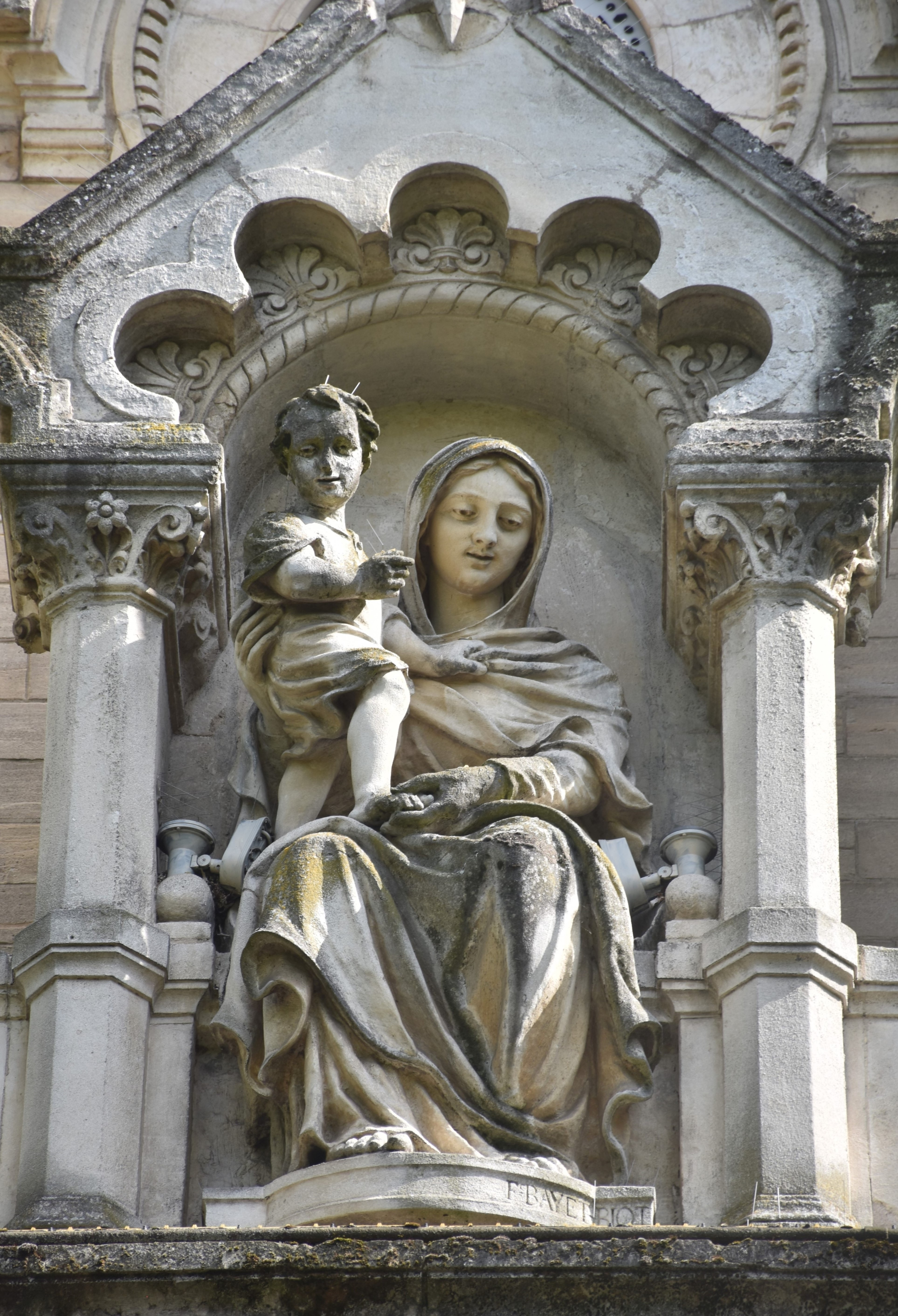
Frédéric Bayet-Biot, Vierge à l’Enfant (vers 1894), extérieur, au-dessus de la porte

L'église Notre-Dame-du-Bon-Secours est une église catholique du xixe siècle située à Lyon, dans le quartier de Montchat (3e arrondissement). 

## Description
L'église, de style néo-roman, orientée vers le sud-est, est située place du Château.
La nef centrale est accompagnée de deux petits collatéraux et divisée en cinq travées.
Tous les vitraux sauf un sont l'œuvre du maître verrier Georges Dufêtre (1841-1905), employé chez Jean-Baptiste Barrelon. Le dernier (Sainte Eugénie) est dû à Victor Höner, de Nancy.
La chapelle de droite est dédiée au Sacré-Cœur. L'autel est surmonté d'un statue de Joseph-Hugues Fabisch. La chapelle de gauche est dédiée à saint Joseph. La statue qui surmonte l'autel est d'Étienne Pagny.
L'autel, la chaire et plusieurs sculptures sont dus au sculpteur Joseph Chenevay.
Le chemin de croix en pierre sculptée et, à l'extérieur, la statue de Notre Dame du bon secours au-dessus du porche sont l'œuvre de Frédéric Bayet-Biot (1853-1934).

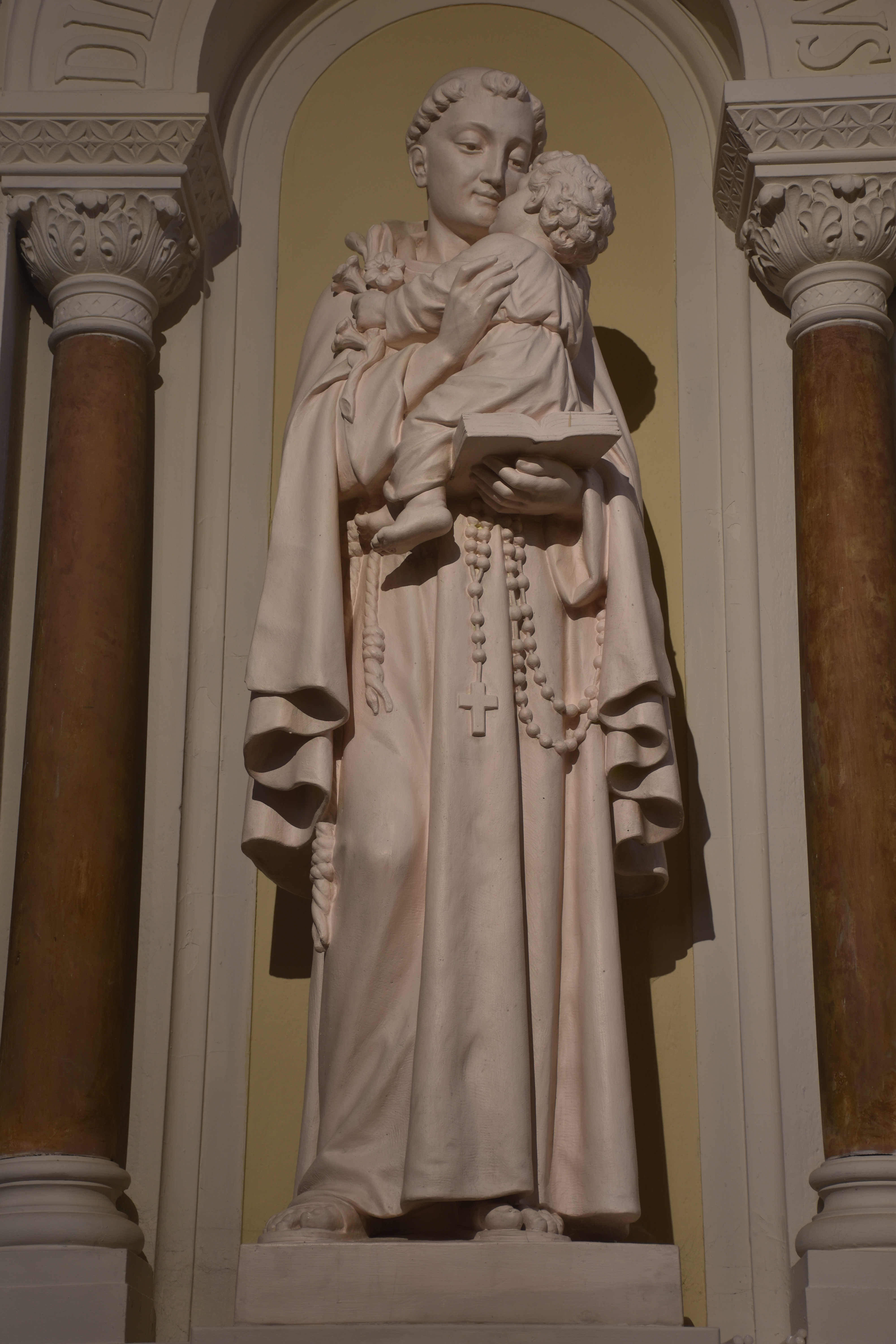
Joseph Chenevay, Saint Antoine de Padoue et l'Enfant Jésus (vers 1894)

## Histoire
La paroisse de Montchat est créée en 1873. Les travaux débutent sous la conduite des architectes Hilaire Morel et Francisque Bethenod, au printemps 1874, sur un terrain donné à la ville par l'ancien maire du troisième arrondissement, Jean-Louis Richard-Vitton. L'église dans sa première tranche (le chœur et deux travées) est livrée au culte le 13 juin 1875.
Au printemps 1891, les travaux reprennent et se terminent en 1893. L'église est consacrée le 1er septembre 1894.
L'orgue de tribune est inauguré le 19 mars 1899. Il est restauré en 1941, en 1963, en 1995-1996, puis en 2020-2022.
Des quatre cloches, deux sont bénies en 1874 et les deux autres en 1893, à l'achèvement des travaux.

## Paroisse
L'église Notre-Dame-du-Bon-Secours fait partie de la paroisse de la Visitation du diocèse de Lyon, avec l'église Sainte-Jeanne-d'Arc.